# Cocceius (Toreut)
Cocceius  war ein antiker römischer Toreut (Metallbildner). Er war in Kampanien tätig. 
Er ist von einer Signatur auf einer Bronzekasserolle bekannt, die im spanischen Dorf Buitrón, Gemeinde Zalamea la Real (Provinz Huelva), gefunden wurde und als Beispiel für die weite Verbreitung von Waren im Römischen Reich dienen kann. Das Stück wird um die Zeitenwende datiert. Die Kasserolle gehört heute zum Bestand des British Museum.